# Галицька сотня
Галицька сотня — адміністративно-територіальна одиниця Прилуцького полку Гетьманської України у 1649—1672 роках. Сотенний центр — Галиця.

## Історія
Створена 1649 році у складі 99 козаків, реєстрових козаків; сотник Васько Колос. 1654 року, після Переяславської ради в Галиці було «приведено к вере»: «сотник, отаман, війт, козаків і міщан 233 чол. Усього 236 чол.».
Була розформована до 1672 року і увійшла в склад Монастирської сотні.